# Couso (La Estrada)
Couso es una parroquia en el nordeste del término municipal del Ayuntamiento de La Estrada, en la provincia de Pontevedra, comunidad autónoma de Galicia, España.

## Contexto geográfico
Limita con las de Cora, Barcala, San Jorge de Vea y con el vecino ayuntamiento de Teo.

## Demografía
En 1842 tenía una población de hecho de 196 personas. En los veinte años que van de 1986 a 2006 la población pasó de 254 a 240 personas, lo cual significó una pérdida del 5,51% con respecto a la población anterior.
- Datos: Q3397200
- Multimedia: Couso, A Estrada / Q3397200